# ترشکوه (شهربابک)
ترشکوه یک روستا در ایران است که در شهرستان شهربابک استان کرمان  واقع شده‌است. ترشکوه ۴۲ نفر جمعیت دارد.

## جمعیت
این روستا در  دهستان جوزم قرار دارد و براساس سرشماری مرکز آمار ایران در سال ۱۳۸۵، جمعیت آن ۴۲ نفر (۱۰ خانوار) بوده‌است.